# Липинська Єва В'ячеславівна
Єва В'ячеславівна Липинська (в шлюбі — Ґолковська, а згодом — Сендзєльовська) (1909 — 2007, Краків) — донька українського політичного діяча, історика, публіциста і теоретика українського консерватизму В'ячеслава Липинського (1882–1931).

## Родина
Разом з матір'ю Казимирою Шумінською (на противагу батьку), Єва Липинська оголосила себе полячкою. Вона вважала, що батько їх з матір'ю покинув, вони через нього страждали, бо він, хоч і хворий, але знайшов притулок в Австрії, а його дружину і дочку сталінська влада відправила до Сибіру.
А з Сибіру її визволив коханий. Відшукав і вивіз до Польщі. Згодом вони мешкали у Лондоні. Єва Липинська двічі одружувалась, однак пережила обох чоловіків. Дітей не мала.
Незадовго до смерті переїхала до родини у Краків, де у домі Казимира доживала віку та померла її мати. Померла в Кракові, де і похована.
Єва Липинська надіслала до СЄДІ значну колекцію приватних матеріалів батька: світлини 1894–1918 рр., оригінальні листи до матері, дипломатичний паспорт батька з часів Директорії УНР та деякі документи. Крім того, передала 40 світлин (оригінальних та копії) родини Липинських, а також фото посмертної маски В'ячеслава Липинського, панахиди по В. Липинському у Відні тощо.